# Campionati europei di trampolino elastico 1989
I Campionati europei di trampolino elastico 1989 sono stati la 11ª edizione della competizione organizzata dalla Unione Europea di Ginnastica. Si sono svolti a Copenaghen, in Danimarca.

## Medagliere
| Posiz. | Nazione          | Oro | Argento | Bronzo | Totale |
| ------ | ---------------- | --- | ------- | ------ | ------ |
| 1      | Unione Sovietica | 5   | 2       | 1      | 8      |
| 2      | Francia          | 3   | 2       | 3      | 8      |
| 3      | Germania Ovest   | 2   | 4       | 1      | 7      |
| 4      | Portogallo       | 1   | 2       | 2      | 5      |
| 5      | Spagna           | 1   | 1       | 3      | 5      |
| 6      | Polonia          | 1   | 1       | 1      | 3      |
| 7      | Danimarca        | 1   | 0       | 1      | 2      |
| 8      | Regno Unito      | 0   | 1       | 1      | 2      |
| 9      | Belgio           | 0   | 1       | 0      | 1      |
| Totale | Totale           | 14  | 14      | 13     | 41     |

## Podi

### Uomini
| Evento                | Oro                                                                                          | Argento                                                                                | Bronzo                                         |
| Trampolino            | Aleksandr Moskalenko                                                                         | Vadim Krasnochapka                                                                     | Michael Kuhn                                   |
| Double mini           | José Miguel Hernández                                                                        | Angel Ballesteros                                                                      | Santiago Gómez                                 |
| Tumbling              | Pascal Éouzan                                                                                | Krzysztof Wilusz                                                                       | Christophe Lambert                             |
| Sincronizzato         | Danimarca John Hansen Anders Christiansen                                                    | Germania Ovest Ralf Pelle Michael Kuhn                                                 | Polonia Eligiusz Skoczylas Waldemar Okoniewski |
| Trampolino a squadre  | Unione Sovietica Aleksandr Moskalenko Vadim Krasnochapka Sergei Nestreliai Dmitri Poljarusch | Germania Ovest Bernd Leichert Amadeus Regenbrecht Michael Kuhn Ralf Pelle              | Danimarca                                      |
| Double mini a squadre | Portogallo                                                                                   | Germania Ovest Steffen Eislöffel Christian Pöllath Frank Deutschmann Thorsten Hartmann | Spagna                                         |
| Tumbling a squadre    | Polonia Krzysztof Wilusz Marcin Lesczaniecki Andrzej Garstka Zbigmiew Bachor                 | Francia Pascal Éouzan Philippe Chapus Christophe Lambert Philippe Paulin               | Portogallo                                     |

### Donne
| Evento                | Oro                                                                                | Argento                                                           | Bronzo                                       |
| Trampolino            | Tatiana Louchina                                                                   | Susan Shotton                                                     | Elena Merkulova                              |
| Double mini           | Gabi Dreier                                                                        | Lurdes Sousa                                                      | Armelia Carneiro                             |
| Tumbling              | Corinne Robert                                                                     | Chrystel Robert                                                   | Muriel Boudsocq                              |
| Sincronizzato         | Unione Sovietica Yelena Kolomeyets Rusudan Khoperiya                               | Unione Sovietica Elena Merkulova Tatiana Louchina                 | Francia Nathalie Treil Christelle Guidicelli |
| Trampolino a squadre  | Unione Sovietica Rusudan Khoperiya Elena Merkulova Anna Dogonadze Tatiana Louchina | Germania Ovest Gabi Dreier Sandra Siwinna Hiltrud Roewe Gabi Bahr | Regno Unito                                  |
| Double mini a squadre | Germania Ovest Nicole Krüger Gabi Dreier Renate Gehrke Ivonne Kraft                | Portogallo                                                        | Spagna                                       |
| Tumbling a squadre    | Francia Chrystel Robert Muriel Boudsocq Corinne Robert Katia Legentil              | Belgio                                                            | Non assegnato                                |